# Agnès de La Barre de Nanteuil
Agnès de La Barre de Nanteuil, o també Agnès de Nanteuil (Neuilly-sur-Seine, 17 de setembre de 1922 - Paray-le-Monial, 13 d'agost de 1944) va ser una lluitadora de la resistència francesa durant la Segona Guerra Mundial.

## Biografia

### Joventut compromesa durant el temps de pau
Agnès Louise Claude Marie Joseph de La Barre de Nanteuil és la filla gran de Gabriel de La Barre de Nanteuil (1891-1942) i de la seva esposa Sabine Cochin (1899-1972), d'una família d'il·lustres parisencs i del nord, diputats i ministres, grans servidors de l'Estat.
Va créixer entre París i la Bretanya, al castell de Runiac a Theix, on es va establir la seva família el 1937. Després d'acabar els estudis a Vannes, es va convertir en professora d'anglès i també cuidava malalts. Apassionada per servir als altres i dotada d'una gran personalitat, es va unir a diversos moviments juvenils; va ser cap de daines al moviment de noies escoltes Guides de France, també va ser membre d'Acció Catòlica i de la Joventut Estudiant Cristiana femenina.

### Joventut compromesa durant la guerra
Amb la Segona Guerra Mundial es va obrir una nova pàgina en la història d'Agnès. De fet, després de la derrota de França, el seu pare es va unir a la Resistència i va establir contactes amb la xarxa Libé-Nord el 1940. L'any següent, Agnès va participar en una xarxa d'acollida i escapada d'aviadors anglesos fundada per la seva mare, Sabine Cochin, que va ajudar entre vint i trenta aviadors aliats, amagats al camp i enviats a Anglaterra. El 1942, amb el nom de Claude, es va convertir en l'oficial d'enllaç del comandant Paul Chenailler (1904-1960), futur company de l'Alliberament. Allà, va assegurar l'enllaç entre l'home conegut amb el nom de Coronel Morice i el general Louis-Alexandre Audibert (1874-1955), refugiat a la clínica agustiniana de Malestroit. També va treballar per a la segona oficina de l'Estat major de departament de l'Exèrcit Secret. La seva germana petita, Catherine (1924-1992), es va incorporar a la mateixa xarxa.
Després del bombardeig del setembre de 1943, Agnes va participar en la recepció dels ferits a l'hospital de Nantes.
Va voler anar a Algèria a través d'Espanya. Clandestinament, va obtenir papers falsos per als refractaris del Servei laboral obligatori a Redon, Questembert, París i Malestroit. El 13 de març de 1944, va establir un terreny per enviar amb paracaigudes material per als maquisards.

### El seu compromís fins al final
Eel 13 de març de 1944, quan tornava d'una missa matinal dels germans menors de Vannes, Agnes va ser arrestada a la casa de la família per membres del Sicherheitsdienst (servei de seguretat nazi), per una denúncia rebuda. Llavors, va dir a la seva mare, als seus germans i a les seves germanes: «No ploreu davant d'aquesta gent».
Empresonada a Vannes, Agnes es va posar llavors a les mans de la Gestapo de Rennes. Sense cedir per la tortura, va impressionar als seus companys de cèl·lula que després van dir: «Tenia tanta fe que no es podia viure a prop d'ella sense esperança!».
Aviat, Agnes va ser deportada a l'últim comboi de Rennes. Aquest comboi de dues mil persones va ser atacat per l'aviació aliada a Langeais. Agnes va resultar ferida i aviat mor a conseqüència d'aquesta ferida, amb 21 anys, a l'estació de Paray-le-Monial.

## Homenatge
- Condecorada pòstumament amb la Medalla de la Resistència, que el general Charles de Gaulle va entregar al seu germà Benoît (1929-2009), Agnes és citada a l'ordre de l'11a regió: «Secretària i oficial d'enllaç del comandament departamental de Morbihan, Agnès de La Barre de Nanteuil va proporcionar les connexions més perilloses. Denunciada i torturada per la Gestapo, va romandre en silenci. Assassinada durant el seu trasllat a Alemanya, va mostrar una fe patriòtica que recorden els seus companys de FFI i FTP».
- Rep la menció «Mort per França».
- És nomenada padrina de la 26a promoció de l'Escola Militar del cos tècnic i administratiu de Saint-Cyr Coëtquidan (2002-2003); junt amb Joana d'Arc i Sant Odila, són les úniques dones que ha donat nom a una promoció d'aquesta escola d'oficials militars.
- El 15 de desembre de 2016, la 206a sessió regional de l'Institut des hautes études de Défense nationale, admirant el seu coratge i la seva fe, va escollir Agnès de Nanteuil com a padrina de la promoció.[1]